# Ménesplet
Ménesplet é uma comuna francesa na região administrativa da Nova Aquitânia, no departamento Dordonha. Estende-se por uma área de 18,97 km². Em 2010 a comuna tinha 1 842 habitantes (densidade: 97,1 hab./km²).